# Mikosszéplak
Mikosszéplak là một thị trấn thuộc hạt Vas, Hungary. Thị trấn này có diện tích 18,66 km², dân số năm 2010 là 333 người, mật độ 18 người/km².